# Coupe Memorial 2013
Navigation
Édition précédente Édition suivante
L'édition 2013 de la Coupe Memorial est présentée du 17 au 26 mai 2013 à Saskatoon, dans la province de la Saskatchewan. Elle regroupe les champions de chacune des divisions de la Ligue canadienne de hockey, soit la Ligue de hockey junior majeur du Québec (LHJMQ), la Ligue de hockey de l'Ontario (LHO) et la Ligue de hockey de l'Ouest (LHOu).

## Équipes participantes
- Les Mooseheads d'Halifax, équipe championne de la Ligue de hockey junior majeur du Québec.
- Les Knights de London, équipe championne de la Ligue de hockey de l'Ontario.
- Les Winterhawks de Portland, équipe championne de la Ligue de hockey de l'Ouest.
- Les Blades de Saskatoon de la LHOu représentent l'équipe hôte.

## Classement du tour préliminaire
La première équipe est qualifiée directement pour la finale. Les deux équipes suivantes se rencontrent en demi-finale.
| Clt   | Équipe                  | PJ | V | D | BP | BC | Pts |
| ----- | ----------------------- | -- | - | - | -- | -- | --- |
| +001, | Mooseheads d'Halifax    | 3  | 2 | 1 | 18 | 11 | 4   |
| +002, | Winterhawks de Portland | 3  | 2 | 1 | 14 | 12 | 4   |
| +003, | Knights de London       | 3  | 1 | 2 | 8  | 17 | 2   |
| +004, | Blades de Saskatoon     | 3  | 1 | 2 | 9  | 9  | 2   |

- Finaliste
- Demi-finaliste

## Effectifs
Voici la liste des joueurs représentant chaque équipe.
| No    | Nom                | Nat. | Position      | Arrivée |
| ----- | ------------------ | ---- | ------------- | ------- |
| +001, | Andreï Makarov     |      | Gardien       |         |
| +002, | Matthew Pufahl     |      | Défenseur     | 2012    |
| +005, | Duncan Siemens     |      | Défenseur     |         |
| +006, | Graeme Craig       |      | Défenseur     |         |
| +008, | Shayne Gwinner     |      | Défenseur     |         |
| +009, | Shane McColgan     |      | Ailier droit  | 2012    |
| +011, | Erik Benoit        |      | Ailier gauche |         |
| +014, | Matěj Stránský     |      | Ailier droit  | 2010    |
| +016, | Matt Revel         |      | Centre        | 2012    |
| +017, | Nick Zajac         |      | AG/C          | 2011    |
| +018, | Logan Harland      |      | AG/C          |         |
| +019, | Brenden Walker – C |      | Ailier droit  | 2012    |
| +020, | Josh Nicholls      |      | Centre        | 2008    |
| +021, | Nathan Burns       |      | C/AG          |         |
| +023, | Lukas Sutter – A   |      | Centre        | 2010    |
| +024, | Collin Valcourt    |      | Ailier gauche |         |
| +027, | Michael Ferland    |      | Ailier gauche |         |
| +033, | Alex Moodie        |      | Gardien       |         |
| +038, | Brett Stovin       |      | AD/AG         | 2011    |
| +039, | Ryan Graham        |      | Ailier gauche |         |
| +041, | Jessey Astles      |      | Ailier droit  |         |
| +044, | Darren Dietz – A   |      | Défenseur     | 2010    |
| +047, | Dalton Thrower     |      | Défenseur     | 2009    |
| +055, | Nelson Nogier      |      | Défenseur     |         |

| No    | Nom                        | Nat. | Position      | Arrivée |
| ----- | -------------------------- | ---- | ------------- | ------- |
| +001, | Zachary Fucale             |      | Gardien       |         |
| +005, | Brian Lovell               |      | Défenseur     |         |
| +006, | Brennan Bailey             |      | Défenseur     |         |
| +007, | Trey Lewis                 |      | Défenseur     |         |
| +008, | Brendan Duke               |      | Défenseur     |         |
| +009, | Andrew Ryan                |      | Ailier gauche |         |
| +010, | Konrad Abeltshauser        |      | Défenseur     |         |
| +017, | Darcy Ashley               |      | Ailier droit  |         |
| +019, | Ryan Falkenham             |      | Ailier droit  |         |
| +020, | Liam Alcalde               |      | Ailier gauche |         |
| +021, | Dominic Beauchemin         |      | Ailier gauche |         |
| +022, | Nathan MacKinnon           |      | Centre        |         |
| +024, | Matt Murphy                |      | Défenseur     |         |
| +027, | Jonathan Drouin            |      | Ailier gauche |         |
| +028, | Max Lindsay                |      | Ailier gauche |         |
| +031, | Zachary Fucale             |      | Gardien       |         |
| +048, | Luca Ciampini              |      | Ailier gauche |         |
| +051, | Jonathan Lacroix-Courville |      | Ailier gauche |         |
| +052, | MacKenzie Weegar           |      | Défenseur     |         |
| +057, | Matthew Boudreau           |      | Centre        |         |
| +073, | Jordan Kennedy             |      | Gardien       |         |
| +074, | Stefan Fournier            |      | Ailier droit  |         |
| +079, | Brent Andrews              |      | Centre        |         |
| +081, | Stephen MacAulay           |      | Ailier droit  |         |
| +088, | Austyn Hardie              |      | Défenseur     |         |
| +091, | Martin Frk                 |      | Ailier droit  |         |

| No    | Nom              | Nat. | Position      | Arrivée |
| ----- | ---------------- | ---- | ------------- | ------- |
| +001, | Trevor Wheaton   |      | Gardien       |         |
| +002, | Olli Määttä      |      | Défenseur     |         |
| +003, | Justin Sefton    |      | Défenseur     |         |
| +004, | Miles Liberati   |      | Défenseur     |         |
| +006, | Scott Harrington |      | Défenseur     |         |
| +007, | Corey Pawley     |      | Ailier gauche |         |
| +011, | Owen MacDonald   |      | Ailier droit  |         |
| +014, | Tommy Hughes     |      | Défenseur     |         |
| +016, | Max Domi         |      | Centre        |         |
| +017, | Seth Griffith    |      | Ailier droit  |         |
| +018, | Alex Broadhurst  |      | Centre        |         |
| +021, | Tyler Ferry      |      | Défenseur     |         |
| +027, | Brett Welychka   |      | Centre        |         |
| +035, | Jake Patterson   |      | Gardien       |         |
| +043, | Anthony Stolarz  |      | Gardien       |         |
| +044, | Dakota Mermis    |      | Défenseur     |         |
| +046, | Matt Rupert      |      | Ailier gauche |         |
| +051, | Paxton Leroux    |      | Défenseur     |         |
| +053, | Bo Horvat        |      | Ailier gauche |         |
| +064, | Ryan Rupert      |      | Centre        |         |
| +065, | Nikita Zadorov   |      | Défenseur     |         |
| +071, | Chris Tierney    |      | Centre        |         |
| +077, | Josh Anderson    |      | Ailier droit  |         |
| +081, | Remi Elie        |      | Ailier gauche |         |
| +091, | Kyle Platzer     |      | Ailier droit  |         |
| +095, | Jacob Jammes     |      | Ailier droit  |         |

| No    | Nom                | Nat. | Position      | Arrivée |
| ----- | ------------------ | ---- | ------------- | ------- |
| +001, | Brendan Burke      |      | Gardien       |         |
| +002, | Troy Rutkowski     |      | Défenseur     |         |
| +003, | Seth Jones         |      | Défenseur     |         |
| +004, | Josh Hanson        |      | Défenseur     |         |
| +005, | Paul Bittner       |      | Ailier gauche |         |
| +006, | Shaun MacPherson   |      | Défenseur     |         |
| +008, | Ty Rattie          |      | Ailier droit  |         |
| +009, | Chase De Leo       |      | Centre        |         |
| +011, | Adam De Champlain  |      | Ailier gauche |         |
| +012, | Presten Kopeck     |      | Centre        |         |
| +013, | Keegan Iverson     |      | Centre        |         |
| +016, | Joey Baker         |      | Ailier droit  |         |
| +019, | Nicolas Petan      |      | Centre        |         |
| +020, | Taylor Leier       |      | Ailier gauche |         |
| +022, | Alex Schoenborn    |      | Ailier droit  |         |
| +023, | Dominic Turgeon    |      | Centre        |         |
| +024, | Joe Mahon          |      | Ailier droit  |         |
| +025, | Taylor Peters      |      | Centre        |         |
| +027, | Oliver Bjorkstrand |      | Ailier droit  |         |
| +028, | Brendan Leipsic    |      | Centre        |         |
| +029, | Kirill Vorobiov    |      | Défenseur     |         |
| +031, | Mac Carruth        |      | Gardien       |         |
| +033, | Jarrod Schamerhorn |      | Gardien       |         |
| +042, | Layne Viveiros     |      | Défenseur     |         |
| +044, | Keoni Texeira      |      | Défenseur     |         |
| +051, | Derrick Pouliot    |      | Défenseur     |         |

## Résultats

### Résultats du tour préliminaire
| 17 mai | London | 3-2 (2-1, 0-1, 1-0) | Saskatoon | Credit Union Centre 10 203 spectateurs |

| Feuille de match | Feuille de match | Feuille de match    | Feuille de match                                                                        | Feuille de match                                                 |
| ---------------- | --- | ------------------- | --------------------------------------------------------------------------------------- | ---------------------------------------------------------------- |
|                  | B. Welychka (C. Tierney, R. Rupert) — 12 min 55 s S. Griffith (B. Horvat) — 18 min 21 s N. Zadorov (S. Harrington, S. Griffith) — 45 min 45 s (SN) | 0-1 1-1 2-1 2-2 3-2 | J. Nicholls (M. Ferland, B. Walker) — 7 min 59 s J. Nicholls (M. Ferland) — 35 min 21 s | Arbitrage : J.-P. Sylvain et R. Vetter B. Mills et N. Van Oosten |
| A. Stolarz       | Gardiens | A. Makarov          |                                                                                         | Arbitrage : J.-P. Sylvain et R. Vetter B. Mills et N. Van Oosten |
| 6 min            | Pénalités | 14 min              |                                                                                         | Arbitrage : J.-P. Sylvain et R. Vetter B. Mills et N. Van Oosten |
| 33               | Tirs | 29                  |                                                                                         | Arbitrage : J.-P. Sylvain et R. Vetter B. Mills et N. Van Oosten |

| 18 mai | Portland | 4-7 (1-1, 2-5, 1-1) | Halifax | Credit Union Centre 8 771 spectateurs |

| Feuille de match | Feuille de match | Feuille de match                            | Feuille de match | Feuille de match                                                 |
| ---------------- | --- | ------------------------------------------- | --- | ---------------------------------------------------------------- |
|                  | S. Jones (B. Leipsic, T. Rattie) — 16 min 41 s T. Rutkowski (T. Peters, D. Pouliot) — 20 min 39 s T. Rattie (N. Petan, D. Pouliot) — 22 min 11 s (SN) T. Rutkowski (T. Rattie, D. Pouliot) — 41 min 9 s (SN) | 0-1 1-1 2-1 3-1 3-2 3-3 3-4 3-5 3-6 4-6 4-7 | M. Frk (N. MacKinnon) — 15 min 46 s J. Drouin (T. Lewis) — 23 min 16 s N. MacKinnon (B. Duke) — 24 min 36 s L. Ciampini (D. Ashley, M. Weegar) — 31 min 17 s (SN) N. MacKinnon (K. Abeltshauser, M. Weegar) — 34 min 3 s (SN) N. MacKinnon (M. Frk) — 38 min 35 s (IN) S. MacAulay (A. Ryan, S. Fournier) — 45 min 33 s | Arbitrage : K. Nicholson et N. Wieler R. Dietterle et R. Gibbons |
| M. Carruth       | Gardiens | Z. Fucale                                   | | Arbitrage : K. Nicholson et N. Wieler R. Dietterle et R. Gibbons |
| 16 min           | Pénalités | 20 min                                      | | Arbitrage : K. Nicholson et N. Wieler R. Dietterle et R. Gibbons |
| 41               | Tirs | 35                                          | | Arbitrage : K. Nicholson et N. Wieler R. Dietterle et R. Gibbons |

| 19 mai | Saskatoon | 5-2 (1-0, 1-0, 3-2) | Halifax | Credit Union Centre 8 934 spectateurs |

| Feuille de match | Feuille de match | Feuille de match            | Feuille de match                                                                | Feuille de match                                                  |
| ---------------- | --- | --------------------------- | ------------------------------------------------------------------------------- | ----------------------------------------------------------------- |
|                  | M. Stransky (S. McColgan, E. Benoit) — 12 min 11 s M. Stransky — 38 min 45 s C. Valcourt (L. Sutter, N. Burns) — 41 min 43 s D. Dietz (M. Pufahl, J. Nicholls) — 42 min 40 s (SN) J. Nicholls (B. Walker) — 59 min 58 s (CV) | 1-0 2-0 3-0 4-0 4-1 4-2 5-2 | S. MacAulay (K. Abeltshauser) — 42 min 46 s N. MacKinnon (M. Frk) — 48 min 19 s | Arbitrage : J.-P. Sylvain et N. Wieler S. Sharun et N. Van Oosten |
| A. Makarov       | Gardiens | Z. Fucale                   |                                                                                 | Arbitrage : J.-P. Sylvain et N. Wieler S. Sharun et N. Van Oosten |
| 12 min           | Pénalités | 14 min                      |                                                                                 | Arbitrage : J.-P. Sylvain et N. Wieler S. Sharun et N. Van Oosten |
| 31               | Tirs | 31                          |                                                                                 | Arbitrage : J.-P. Sylvain et N. Wieler S. Sharun et N. Van Oosten |

| 20 mai | Portland | 6-3 (1-0, 2-2, 3-1) | London | Credit Union Centre 7 575 spectateurs |

| Feuille de match | Feuille de match | Feuille de match                    | Feuille de match | Feuille de match                                               |
| ---------------- | --- | ----------------------------------- | --- | -------------------------------------------------------------- |
|                  | T. Leier (T. Wotherspoon) — 16 min 53 s O. Björkstrand (T. Leier, C. De Leo) — 22 min 17 s T. Rattie (T. Rutkowski) — 30 min 23 s D. Pouliot (T. Rattie, N. Petan) — 46 min 20 s (SN) C. De Leo (O. Björkstrand) — 46 min 43 s T. Rattie (T. Leier) — 59 min 5 s (CV) | 1-0 2-0 3-0 3-1 3-2 3-3 4-3 5-3 6-3 | S. Harrington (A. Broadhurst, B. Horvat) — 30 min 38 s B. Horvat (M. Domi, S. Griffith) — 32 min 30 s (SN) A. Broadhurst (B. Welychka, T. Hughes) — 41 min 48 s | Arbitrage : K. Nicholson et R. Vetter R. Dietterle et B. Mills |
| M. Carruth       | Gardiens | A. Stolarz                          | | Arbitrage : K. Nicholson et R. Vetter R. Dietterle et B. Mills |
| 10 min           | Pénalités | 10 min                              | | Arbitrage : K. Nicholson et R. Vetter R. Dietterle et B. Mills |
| 36               | Tirs | 28                                  | | Arbitrage : K. Nicholson et R. Vetter R. Dietterle et B. Mills |

| 21 mai | Halifax | 9-2 (5-0, 3-2, 1-0) | London | Credit Union Centre 9 237 spectateurs |

| Feuille de match | Feuille de match | Feuille de match                            | Feuille de match                                                                   | Feuille de match                                              |
| ---------------- | --- | ------------------------------------------- | ---------------------------------------------------------------------------------- | ------------------------------------------------------------- |
|                  | S. Fournier (M. Frk, N. MacKinnon) — 7 min 43 s (SN) D. Ashley (S. MacAulay, S. Fournier) — 9 min 36 s D. Ashley (M. Weegar, M. Boudreau) — 12 min 2 s B. Andrews — 17 min 31 s M. Frk (J. Drouin) — 18 min M. Frk (J. Drouin, N. MacKinnon) — 21 min 45 s R. Falkenham — 29 min 51 s M. Frk (N. MacKinnon, J. Drouin) — 38 min 3 s L. Ciampini (M. Weegar, D. Ashley) — 59 min 3 s (SN) | 1-0 2-0 3-0 4-0 5-0 6-0 7-0 7-1 7-2 8-2 9-2 | S. Griffith (R. Elie) — 36 min 2 s M. Rupert (R. Rupert, K. Platzer) — 37 min 20 s | Arbitrage : K. Nicholson et N. Wheler R. Gibbons et S. Sharun |
| Z. Fucale        | Gardiens | A. Stolarz                                  |                                                                                    | Arbitrage : K. Nicholson et N. Wheler R. Gibbons et S. Sharun |
| 8 min            | Pénalités | 18 min                                      |                                                                                    | Arbitrage : K. Nicholson et N. Wheler R. Gibbons et S. Sharun |
| 37               | Tirs | 28                                          |                                                                                    | Arbitrage : K. Nicholson et N. Wheler R. Gibbons et S. Sharun |

| 22 mai | Saskatoon | 2-4 (0-0, 1-1, 1-3) | Portland | Credit Union Centre 9 239 spectateurs |

| Feuille de match | Feuille de match                                                                                           | Feuille de match        | Feuille de match | Feuille de match                                                |
| ---------------- | --- | ----------------------- | --- | --------------------------------------------------------------- |
|                  | S. McColgan (E. Benoit, J. Nicholls) — 31 min 20 s (SN) J. Nicholls (D. Siemens, A. Makarov) — 56 min 27 s | 0-1 1-1 1-2 1-3 1-4 2-4 | D. Pouliot — 26 min 44 s C. De Leo (O. Björkstrand, T. Wotherspoon) — 44 min 8 s B. Leipsic (N. Petan, S. Jones) — 46 min 27 s T. Rattie (N. Petan) — 50 min 16 s | Arbitrage : J.-P. Sylvain et R. Vetter R. Dietterle et B. Mills |
| A. Makarov       | Gardiens                                                                                                   | M. Carruth              | | Arbitrage : J.-P. Sylvain et R. Vetter R. Dietterle et B. Mills |
| 18 min           | Pénalités                                                                                                  | 14 min                  | | Arbitrage : J.-P. Sylvain et R. Vetter R. Dietterle et B. Mills |
| 31               | Tirs | 34                      | | Arbitrage : J.-P. Sylvain et R. Vetter R. Dietterle et B. Mills |

### Demi-finale
| 23 mai | Saskatoon | 1-6 (0-1, 0-2, 1-3) | London | Credit Union Centre 7 895 spectateurs |

| Feuille de match                     | Feuille de match                   | Feuille de match            | Feuille de match | Feuille de match                                                  |
| ------------------------------------ | ---------------------------------- | --------------------------- | --- | ----------------------------------------------------------------- |
|                                      | N. Burns (L. Sutter) — 51 min 40 s | 0-1 0-2 0-3 0-4 0-5 0-6 1-6 | B. Horvat — 3 min 5 s (TP) S. Griffith (A. Broadhurst, O. Määttä) — 31 min 28 s (SN) C. Tierney (M. Domi, A. Broadhurst) — 32 min 17 s R. Rupert (C. Tierney, M. Rupert) — 42 min 16 s K. Platzer (J. Anderson, B. Welychka) — 42 min 53 s N. Zadorov (B. Welychka, B. Horvat) — 43 min 22 s | Arbitrage : K. Nicholson et N. Wheler R. Gibbons et N. Van Oosten |
| A. Makarov A. Moodie (à 43 min 22 s) | Gardiens                           | J. Patterson                | | Arbitrage : K. Nicholson et N. Wheler R. Gibbons et N. Van Oosten |
| 18 min                               | Pénalités                          | 20 min                      | | Arbitrage : K. Nicholson et N. Wheler R. Gibbons et N. Van Oosten |
| 33                                   | Tirs                               | 40                          | | Arbitrage : K. Nicholson et N. Wheler R. Gibbons et N. Van Oosten |

| 24 mai | London | 1-2 (0-0, 1-1, 0-1) | Portland | Credit Union Centre 9 161 spectateurs |

| Feuille de match | Feuille de match                                    | Feuille de match | Feuille de match                                                                                 | Feuille de match                                                |
| ---------------- | --------------------------------------------------- | ---------------- | ------------------------------------------------------------------------------------------------ | --------------------------------------------------------------- |
|                  | M. Domi (O. Määttä, S. Griffith) — 32 min 43 s (SN) | 1-0 1-1 1-2      | T. Wotherspoon (N. Petan, S. Jones) — 34 min 51 s T. Rattie (D. Pouliot, N. Petan) — 48 min 32 s | Arbitrage : K. Nicholson et N. Wieler R. Dietterle et S. Sharun |
| J. Patterson     | Gardiens                                            | M. Carruth       |                                                                                                  | Arbitrage : K. Nicholson et N. Wieler R. Dietterle et S. Sharun |
| 2 min            | Pénalités                                           | 2 min            |                                                                                                  | Arbitrage : K. Nicholson et N. Wieler R. Dietterle et S. Sharun |
| 35               | Tirs                                                | 34               |                                                                                                  | Arbitrage : K. Nicholson et N. Wieler R. Dietterle et S. Sharun |

### Finale
| 26 mai | Portland | 4-6 (0-3, 2-0, 2-3) | Halifax | Credit Union Centre 11 488 spectateurs |

| Feuille de match | Feuille de match | Feuille de match                        | Feuille de match | Feuille de match                                                                 |
| ---------------- | --- | --------------------------------------- | --- | -------------------------------------------------------------------------------- |
|                  | N. Petan (T. Rattie) — 30 min 36 s (IN) S. Jones (T. Rattie, N. Petan) — 38 min 41 s B. Leipsic (N. Petan, T. Rattie) — 54 min 32 s T. Rattie (D. Pouliot, N. Petan) — 58 min 44 s | 0-1 0-2 0-3 1-3 2-3 2-4 2-5 3-5 4-5 4-6 | K. Abeltshauser (J. Drouin, M. Frk) — 6 min 31 s (SN) N. MacKinnon (K. Abeltshauser, J. Drouin) — 8 min M. Frk (J. Drouin, N. MacKinnon) — 15 min 59 s N. MacKinnon (J. Drouin, M. Frk) — 47 min 36 s K. Abeltshauser (N. MacKinnon, J. Drouin) — 51 min 11 s N. MacKinnon (R. Falkenham, S. MacAulay) — 59 min 37 s (CV) | Arbitrage : Kendrick Nicholson et Nathan Wieler Bevan Mills et Nathan Van Oosten |
| M. Carruth       | Gardiens | Z. Fucale                               | | Arbitrage : Kendrick Nicholson et Nathan Wieler Bevan Mills et Nathan Van Oosten |
| 12 min           | Pénalités | 6 min                                   | | Arbitrage : Kendrick Nicholson et Nathan Wieler Bevan Mills et Nathan Van Oosten |
| 44               | Tirs | 42                                      | | Arbitrage : Kendrick Nicholson et Nathan Wieler Bevan Mills et Nathan Van Oosten |

## Statistiques

### Meilleurs pointeurs
| Joueur              | Équipe    | PJ | B | A | Pts | Pun |
| ------------------- | --------- | -- | - | - | --- | --- |
| Nathan MacKinnon    | Halifax   | 4  | 7 | 6 | 13  | 0   |
| Ty Rattie           | Portland  | 5  | 6 | 6 | 12  | 6   |
| Nicolas Petan       | Portland  | 5  | 1 | 9 | 10  | 0   |
| Martin Frk          | Halifax   | 4  | 5 | 4 | 9   | 8   |
| Jonathan Drouin     | Halifax   | 4  | 1 | 8 | 9   | 0   |
| Derrick Pouliot     | Portland  | 5  | 2 | 5 | 7   | 10  |
| Josh Nicholls       | Saskatoon | 4  | 4 | 2 | 6   | 4   |
| Seth Griffith       | London    | 5  | 3 | 3 | 6   | 10  |
| Konrad Abeltshauser | Halifax   | 4  | 2 | 3 | 5   | 2   |
| Stephen MacAulay    | Halifax   | 4  | 2 | 3 | 5   | 2   |

### Meilleurs gardiens
| Joueur          | Équipe    | PJ | V | D | DP | Bl | Moy  | %Arr   |
| --------------- | --------- | -- | - | - | -- | -- | ---- | ------ |
| Jake Patterson  | London    | 4  | 1 | 2 | 0  | 0  | 3,18 | 90,2 % |
| Zachary Fucale  | Halifax   | 4  | 3 | 1 | 0  | 0  | 3,52 | 90,2 % |
| Mac Carruth     | Portland  | 5  | 3 | 2 | 0  | 0  | 3,61 | 89,4 % |
| Andreï Makarov  | Saskatoon | 4  | 1 | 3 | 0  | 0  | 4,09 | 88,9 % |
| Anthony Stolarz | London    | 3  | 1 | 1 | 0  | 0  | 4,50 | 87,2 % |

## Honneurs individuels
Cette section présente les meilleurs joueurs du tournoi.

### Trophées
- Trophée Stafford-Smythe (meilleur joueur) : Nathan MacKinnon (Halifax)
- Trophée George-Parsons (meilleur esprit sportif) : Bo Horvat (London)
- Trophée Hap-Emms (meilleur gardien) : Andreï Makarov (Saskatoon)
- Trophée Ed-Chynoweth (meilleur buteur) : Nathan MacKinnon (Halifax)

### Équipe d'étoiles
- Gardien : Zachary Fucale (Halifax)
- Défenseurs : Derrick Pouliot (Portland) – Konrad Abeltshauser (Halifax)
- Attaquants : Martin Frk (Halifax) – Nathan MacKinnon (Halifax) – Ty Rattie (Portland)